# 那智川
那智川（なちがわ）は、和歌山県東牟婁郡那智勝浦町を流れる二級河川である。那智山中の水を集めて沖積地を南東に流れ、那智湾に注ぐ。吉野熊野国立公園の一部に含まれている。
流域の年間降水量は3,000mmと全国平均を大きく上回り、農業用水用の取水堰が下流に多い。河床に土砂が堆積しやすく、1959年の伊勢湾台風や、1988年の豪雨、2001年の台風11号、2011年の台風12号などの際には流域に水害が起きている。特に、2011年台風12号では、中流部の井関、市野々地区で壊滅的な土石流災害が発生し、下流にかかるJR紀勢本線の鉄橋が崩落するなど、甚大な被害が出た。

## 流域
上流は峻険で流れが早く、那智滝をはじめとする那智四十八滝がある。また、関西電力の那智発電所も設置されている。水源地周辺の山岳地以外は流れが緩やかだが、水深が浅いため舟運には用いられなかった。かつては熊野那智大社への参詣者が二瀬橋付近で水垢離をとったといわれる。河口付近には補陀洛山寺がある。また昔は河口が深く大型帆船が停泊したが、現在はその面影はない。近世以降は、妙法山で銅山としての採掘が行なわれたため下流域に公害を及ぼしたことがあるが、現在は至って良好な環境基準を保っている。とりわけ、上流域は環境水準でAA類型となっているほど良好である。
土石流や浸水対策で上流には砂防ダム、下流には堰堤が多い。
河口近くには快水浴場100選（特選）に選ばれた那智海水浴場（ブルービーチ那智）がある。

## 主な支流
- 金山谷川、長谷川、井谷川、大谷川

## 生態系
上流域にはキセキレイやカワガラスが生息し、ルリヨシノボリやタカハヤなどの魚類、孟宗竹も見られる。中流域にはカワセミ、イワツバメなどの鳥類やカワムツ、ヌマチチブなどが生息し、カワラハンノキが生えている。下流や河口付近の汽水域ではアユ、ボラやマガモ、イソシギが多く見られる。
また、レッドデータブックの希少種としてはミサゴ、アカショウビンなどの鳥類、ブチサンショウウオ、カジカガエルなどの両生類、オオウナギ、ルリヨシノボリなど魚類やムカシトンボの存在が確認されている。